# Juan Silveira dos Santos
Juan Silveira dos Santos, kortweg Juan (Rio de Janeiro, 1 februari 1979) is een Braziliaans voormalig voetballer die voornamelijk als centrale verdediger speelde. Hij verkaste in 2015 van SC Internacional naar CR Flamengo, waar hij in 2019 zijn carrière afsloot. Eerder speelde hij al zes seizoenen voor CR Flamengo en vijf seizoenen in Duitsland voor Bayer Leverkusen. Voor aanvang van het seizoen 2007/08 maakte de Braziliaan een transfer naar Italië om voor AS Roma te gaan spelen. Vijf seizoenen later keerde de verdediger terug naar Brazilië om voor SC Internacional te gaan spelen. Juan debuteerde in juli 2001 voor het Braziliaans voetbalelftal, waarvoor hij in totaal 79 interlands zou spelen.
Juan won met het Braziliaanse team de Copa América 2004 en Copa América 2007 en zowel de FIFA Confederations Cup 2005 als die van 2009. Hij speelde zowel het WK 2006 onder bondscoach Carlos Alberto Parreira en het WK 2010 onder bondscoach Dunga. Op beide wereldkampioenschappen was de kwartfinale het eindpunt voor Brazilië.

## Cluboverzicht
| Seizoen  | Club             | Competitie            | Wedstrijden | Doelpunten |
| -------- | ---------------- | --------------------- | ----------- | ---------- |
| 1996     | Flamengo         | Campeonato Brasileiro | 11          | 0          |
| 1997     | Flamengo         | Campeonato Brasileiro | 14          | 2          |
| 1998     | Flamengo         | Campeonato Brasileiro | 10          | 0          |
| 1999     | Flamengo         | Campeonato Brasileiro | 9           | 1          |
| 2000     | Flamengo         | Campeonato Brasileiro | 11          | 2          |
| 2001     | Flamengo         | Campeonato Brasileiro | 18          | 1          |
| 2002-'03 | Bayer Leverkusen | Bundesliga            | 24          | 2          |
| 2003-'04 | Bayer Leverkusen | Bundesliga            | 29          | 2          |
| 2004-'05 | Bayer Leverkusen | Bundesliga            | 28          | 1          |
| 2005-'06 | Bayer Leverkusen | Bundesliga            | 31          | 3          |
| 2006-'07 | Bayer Leverkusen | Bundesliga            | 28          | 2          |
| 2007-'08 | AS Roma          | Serie A               | 22          | 2          |
| 2008-'09 | AS Roma          | Serie A               | 21          | 2          |
| 2009-'10 | AS Roma          | Serie A               | 29          | 0          |
| 2010-'11 | AS Roma          | Serie A               | 31          | 2          |
| 2011-'12 | AS Roma          | Serie A               | 11          | 3          |
| 2012     | Internacional    | Campeonato Brasileiro | 6           | 1          |
| 2013     | Internacional    | Campeonato Brasileiro | 32          | 3          |
| 2014     | Internacional    | Campeonato Brasileiro | 21          | 0          |
| 2015     | Internacional    | Campeonato Brasileiro | 10          | 0          |
| 2016     | Flamengo         | Campeonato Brasileiro | 9           | 0          |
| 2017     | Flamengo         | Campeonato Brasileiro | 13          | 0          |
| 2018     | Flamengo         | Campeonato Brasileiro | 5           | 0          |
| 2019     | Flamengo         | Campeonato Brasileiro | 0           | 0          |
| Totaal   | Totaal           | Totaal                | 423         | 29         |

## Erelijst
Flamengo
- Campeonato Carioca: 1996, 1999, 2000, 2001, 2017, 2019
- Copa dos Campeões: 2001
- Copa Mercosur: 1999
- Copa de Oro Nicolás Leoz: 1996

 ASRoma
- Coppa Italia: 2007/08
- Supercoppa Italiana: 2007

 Internacional
- Campeonato Gaúcho: 2013, 2014, 2015

 Brazilië
- CONMEBOL Copa América: 2004, 2007
- FIFA Confederations Cup: 2005, 2009

Individueel
- kicker Bundesliga Team van het Seizoen: 2003/04